# 2989 Imago
2989 Imago eller 1976 UF1 är en asteroid i huvudbältet som upptäcktes den 22 oktober 1976 av den Schweiziska astronomen Paul Wild vid Observatorium Zimmerwald. Den har fått sitt namn efter det latinska ordet för Bild.
Asteroiden har en diameter på ungefär 6 kilometer.